# Thecturota fracta
Thecturota fracta är en skalbaggsart som beskrevs av Thomas Casey 1911. Thecturota fracta ingår i släktet Thecturota och familjen kortvingar. Inga underarter finns listade i Catalogue of Life.